# Bananatrode

Schematischer Aufbau einer Bananatrode

Die sogenannte Bananatrode ist ein elektrochemischer Biosensor für Dopamin auf der Basis von Bananengewebe. Die meisten zur Zeit der Entdeckung der Bananatrode durch Sidwell bekannten Sensoren dienten zum selektiven Nachweis natürlicher Aminosäuren. Die Bananatrode erweiterte diesen Anwendungsbereich auf die Gruppe der Catecholamin-Neurotransmitter, speziell Dopamin.
Die Funktion basiert auf der durch Polyphenoloxidase katalysierten und bereits 1963 von James K. Palmer entdeckten Bräunungsreaktion des Dopamins zu seinem korrespondierenden Chinon. Der bei dieser Reaktion auftretende zur Menge vorhandenen Dopamins proportionale Sauerstoffverbrauch wird mittels einer klassischen Clark-Elektrode elektrisch detektiert und registriert.
Lineare Zusammenhänge von Dopamingehalt und Signal konnten für Scheibendicken zwischen 0,25 und 1 mm im Konzentrationsbereich von 0,1 bis 1 mmol/l gezeigt werden. Die Reaktionszeit liegt zwischen 30 und 40 Sekunden.